# Hôtel de la Chambre des députés
L'hôtel de la Chambre des députés est le siège de la Chambre des députés du Luxembourg situé dans la capitale du pays.
Le bâtiment s'élève dans la rue du Marché-aux-Herbes (en luxembourgeois : Krautmaart), une artère de forme irrégulière dans le cœur historique de la ville de Luxembourg, dans la Ville-Haute. Par métonymie, Krautmaart est devenu un substantif pour désigner la Chambre des députés.

## Histoire
Jusqu'en 1860, la Chambre des députés n'avait pas de lieu de rencontre régulière, ses sessions se tenaient au palais grand-ducal, à l'hôtel de ville de Luxembourg et à l'hôtel du Gouvernement. Pendant un temps, après la promulgation de la Constitution du Luxembourg en 1848, la Chambre s'est réunie dans une école primaire d'Ettelbruck, dans le nord du pays. À la fin des années 1850, Antoine Hartmann dessine les plans d'un bâtiment dédié aux parlementaires. La construction commence le 27 juillet 1858 et le bâtiment est inauguré le 30 octobre 1860 à l'ouverture d'une nouvelle session parlementaire.
Au cours de l'occupation allemande du Luxembourg pendant la Seconde Guerre mondiale, la Chambre des députés est suspendue et les fonctions du bâtiment sont assujetties à celles des forces d'occupation, il est transformé en siège de la branche luxembourgeoise de l'Office de propagande (allemand : Gaupropagandaamt).
Entre 1997 et 1999, d'importantes rénovations sont effectuées et le bâtiment a été agrandi pour accueillir le public. Le décor en bois a été remplacé par des répliques dans le style original, avec les supports structuraux renforcés et reconfigurés afin d'être conformes aux normes de santé et de sécurité modernes. Pendant ce temps, la Chambre s'est réunie à l'hôtel de ville, tout comme elle l'avait fait 140 années auparavant.
Entre août et octobre 2018, des travaux sont réalisés afin de rénover et équiper le bâtiment.